# سهام الهيلالي
سهام الهيلالي عداءة ألعاب قوى مغربية، ولدة يوم 2 ماي 1986، تخصصت بالمسافات، 1500 متر و3000 متر، فازت بالميدالية الفضية في الألعاب الفرانكوفونية 2009 المقامة ببيروت (لبنان).

## مسيرتها
في سن 17 سنة انطلقت بقوة موسم 2003 بعد فوزها بالميدالية الذهبية لسباق 3000 متر في بطولة العالم للشباب المقامة بشيربروك، وحصلت على ميداليتين برونزيتين في بطولة العالم للناشئين 2004 في 1500 متر و3000 متر، في عام 2005، تعرضت لكسر في ساقها اليمنى قبل 10 أمتار من خط النهاية في التصفيات المؤهلة لسباق العدو الريفي للشباب.
عادت إلى مضمار السباق سنة 2007، واحتلت المرتبة الخامسة في سباق 3000 متر في بطولة العالم لألعاب القوى داخل الصالات، بداية موسم 2008 تاهلت سهام الهيلالي للألعاب الأولمبية الصيفية ببيكين في سباق 1500 متر، ودخلت في المركز العاشر في السابق النهائي بتوقيت 4 دقائق 05 ثانية 57.

## إنجازتها
| السنة | البطولة                                | المكان   | الرتبة  | الفعالية |
| ----- | -------------------------------------- | -------- | ------- | -------- |
| 2003  | بطولة العالم للشباب لألعاب القوى 2003  | شيربروك  | الأولى  | 3000 متر |
| 2004  | بطولة العالم للناشئين لألعاب القوى     | غروسيتو  | الثالثة | 1500 متر |
| 2004  | بطولة العالم للناشئين لألعاب القوى     | غروسيتو  | الثالثة | 3000 متر |
| 2007  | نهائي ألعاب القوى العالمي              | شتوتغارت | الثامنة | 1500 متر |
| 2008  | بطولة العالم لألعاب القوى داخل الصالات | بلنسية   | الخامسة | 1500 متر |
| 2008  | الألعاب الأولمبية                      | بيكين    | العاشرة | 1500 متر |
| 2009  | الألعاب الفرانكوفونية                  | بيروت    | الثانية | 1500 متر |

## أرقام شخصية
- 800 متر - 2:06.17 (2004)
- 1500 متر - 4:03.74 (2009)
- 3000 متر - 9:03.16 (2004)

## وصلات خارجية
- سهام الهيلالي على موقع الاتحاد الدولي لألعاب القوى (الإنجليزية)
- سهام الهيلالي على موقع الدوري الماسي (الإنجليزية)
- سهام الهيلالي على موقع اللجنة الأولمبية الدولية (الإنجليزية)
- سهام الهيلالي على موقع أوليمبيديا (الإنجليزية)
- صفحة سهام الهيلالي على موقع الاتحاد الدولي